# Wapen van Ghana

Wapen van Ghana

Het wapen van Ghana werd op 4 mei 1957 door koningin Elizabeth II van het Verenigd Koninkrijk toegekend, twee dagen voor de onafhankelijkheid van Ghana.

## Beschrijving
Het schild heeft een blauwe achtergrond met daarop een groen Sint-Joriskruis, dat een gouden rand heeft. In het midden van het kruis is een lopende leeuw afgebeeld die deel uitmaakt van de symboliek van het Verenigd Koninkrijk. Hiermee wordt de band met het Gemenebest van Naties getoond. Het rechterbovenvlak (linksboven op de afbeelding) is gevuld met een gouden zwaard en een Okyeame (een staf). Deze zijn afgebeeld als een andreaskruis en staan symbool voor regionale regeringen. In het veld ernaast staat het presidentiële paleis met op de voorgrond een zee afgebeeld. Dit staat voor de nationale regering van Accra. Rechtsonder (op de afbeelding linksonder) staat een cacaoboom afgebeeld als symbool van de vruchtbare grond. Op het laatste veld staat een goudmijn afgebeeld, vanwege de bodemschatten die Ghana heeft.
Op het schild zijn een aantal kralen gelegen in de pan-Afrikaanse kleuren rood, geel en groen. Geheel bovenaan staat een zwarte ster met een gouden rand, die de Afrikaanse vrijheid symboliseert. Deze ster komt ook terug in de vlag van Ghana.
Als schildhouders zijn aan weerszijden gouden arenden afgebeeld, die met de rode kleur zijn versterkt. Onderaan staat een gouden band met de tekst "FREEDOM AND JUSTICE" (vrijheid en gerechtigheid).
Algerije · Angola · Benin · Botswana · Burkina Faso · Burundi · Centraal-Afrikaanse Republiek · Comoren · Congo-Brazzaville · Congo-Kinshasa · Djibouti · Egypte · Equatoriaal-Guinea · Eritrea · Ethiopië · Gabon · Gambia · Ghana · Guinee · Guinee-Bissau · Ivoorkust · Kaapverdië · Kameroen · Kenia · Lesotho · Liberia · Libië · Madagaskar · Malawi · Mali · Marokko · Mauritanië · Mauritius · Mozambique · Namibië · Niger · Nigeria · Oeganda · Rwanda · Sao Tomé en Principe · Senegal · Seychellen · Sierra Leone · Soedan · Somalië · Swaziland · Tanzania · Togo · Tsjaad · Tunesië · Westelijke Sahara · Zambia · Zimbabwe · Zuid-Afrika · Zuid-Soedan
Afhankelijke gebieden:
Brits Territorium in de Indische Oceaan · Canarische Eilanden · Ceuta · Melilla · Madeira · Mayotte · Réunion · Sint-Helena · Tristan da Cunha